# Hadschi Qadiri Koyi

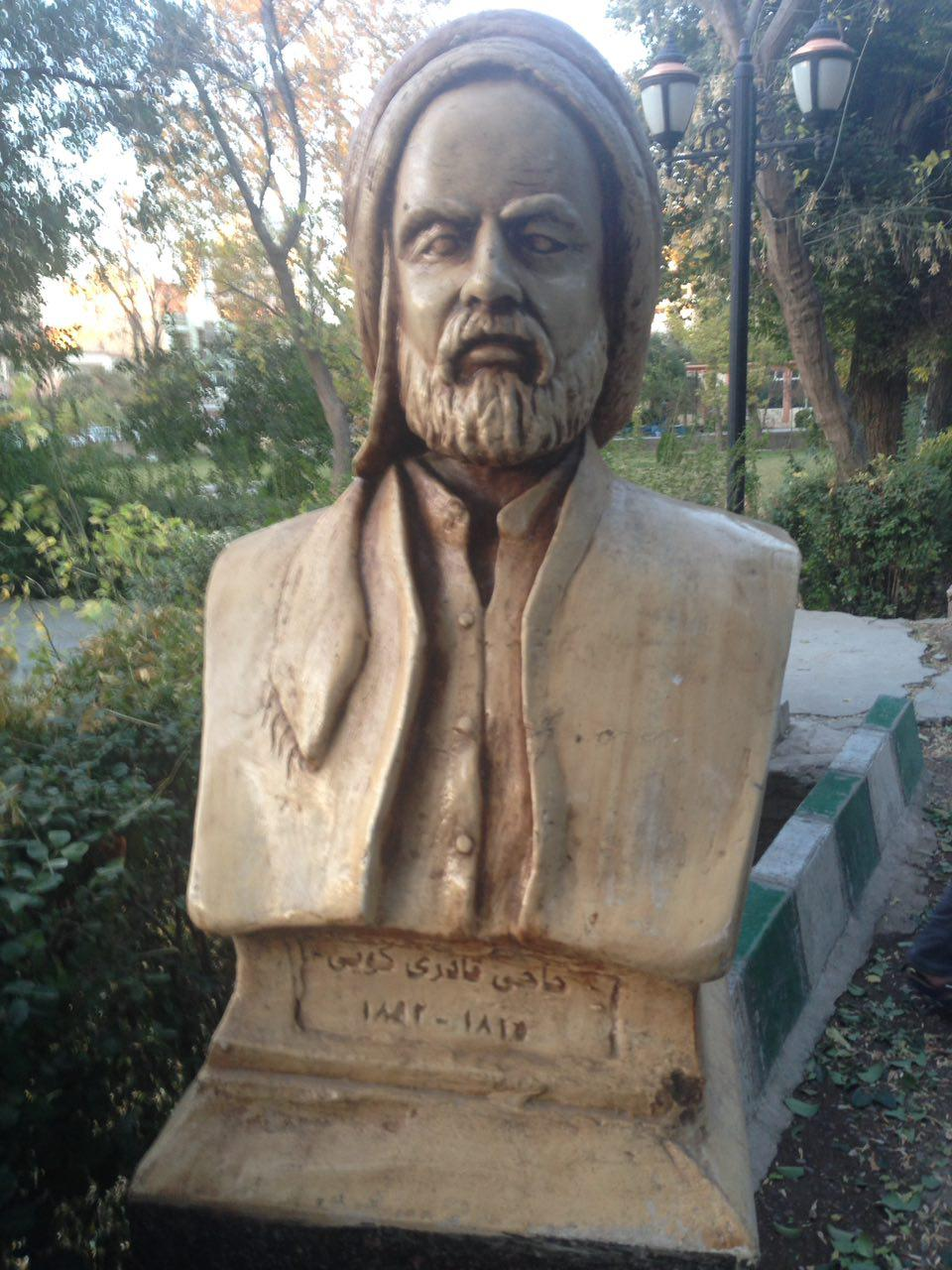
Büste von Hadschi Kadiri Koyî

Hadschi Kadiri Koyi (auf kurdisch Hecî Qadirê Koyî) (* 1817; † 1897 in Istanbul) war ein kurdischer Poet. In seinen Gedichten setzte er sich für die nationale Anerkennung der Kurden und ihre Aufklärung ein. Er beklagte die Rückständigkeit, den religiösen Fanatismus und das Analphabetentum unter den Kurden. Koyi ermutigte die Menschen dazu, sich der Wissenschaft und den Herausforderungen der modernen Gesellschaft zu stellen. Nach Koyi war derjenige Kurde, der auch kurdisch sprach. In seinen Werken sind die zwei häufigsten Wörter Buch und Schreiben. Er trat für die Schaffung eines unabhängigen Kurdistans ein. Zur Zeit Koyis also im späten 19. Jahrhundert wurden nach und nach die kurdischen Fürstentümer von den Osmanen und den Safawiden aufgelöst. 
Koyi kritisierte die Scheichs und Mollas sehr dafür, dass diese nichts für die kurdische Sprache und das Schicksal der Kurden unternahmen. Seine letzten Jahre verbrachte er in Istanbul, wo er mit den Nationalismen der anderen Völker vertraut wurde. Obwohl er meistens Gedichte schrieb, animierte er die Kurden dazu, kurdischsprachige Magazine und Zeitungen zu veröffentlichen. In Konstantinopel war er der Lehrer der Familie von Bedirxan Beg, der 1847 nach einem Aufstand selber in Damaskus im Exil war.

## Leseprobe
Kurdi axir bilê çi ye eybi?

Her kelam heq e, niye eybi

Ya legel Farsi çi ferqi heye?

Bo çi ew rast e, bo çi em kemiye?

Deutsche Übersetzung:

Sag, was ist am kurdischen so schandbar?

Nur die heiligen Wörter [des Korans] sind kostbar,

Was aber ist dann zum persischen der Unterschied?

Warum ist jenes teuer und dieses unwürdig?

## Werke
- Dîwanî Hacî Qadirî Koyî, Ediert von Sardar Hamid Miran und Karim Mistafa Sharaza, 1986, Bagdad.